# 格伦·L·马丁公司
格伦·L·马丁公司（Glenn L. Martin Company）是格伦·卢瑟·马丁于1912年8月16日创办的一家飞行器公司。马丁公司在创办初期在加利福尼亚的圣塔安娜制造军用教练机。1916年同莱特公司合并成为莱特－马丁飞行器公司。但马丁后来离开并于1917年9月10日在俄亥俄的克利夫兰创办了第二家格伦·L·马丁公司。马丁公司的第一个成功产品是名为MB-1的双翼轰炸机。美国陆军在1918年1月17日定购了这种飞机。威廉·爱德华·波音，詹姆士·史密斯·麦克唐纳，唐纳德·维尔斯·道格拉斯，劳伦斯·贝尔等著名航空企业家都曾经是格伦·L·马丁公司的雇员。

## 历史
- 1924年， 马丁公司获得了由柯蒂斯设计侦察轰炸机SC-1的订单，这种飞机最终生产了404架。
- 1929年，马丁公司离开克利夫兰，在马里兰巴尔的摩东北的Middle River建立了新的工厂。
- 20世纪30年代，马丁公司为美国海军生产了水上飞机，并为美国陆军生产了B-10轰炸机。这一段时间，马丁公司还为泛美航空公司的旧金山到马尼拉航线生产了著名的中国快船水上飞机。
- 第二次世界大战期间，马丁公司的成功产品包括B-26掠夺者型轰炸机、A-22马里兰型轰炸机等。战后的著名产品包括B-57堪培拉型夜间轰炸机等。
- 马丁公司于1961年同美国玛丽埃塔公司合并成为马丁·玛丽埃塔公司，最终于1995年同洛克西德公司合并成为洛克西德·马丁。